# Alcúdia
Alcúdia is een plaats en gemeente op het Spaanse eiland Mallorca, in de regio Balearen. De gemeente heeft een oppervlakte van 60 km² en telt 19.296 inwoners (1 januari 2016).
De historische binnenstad, gelegen tussen de baaien van Alcúdia en Pollença, wordt nog voor een belangrijk deel omsloten door stadsmuren van middeleeuwse oorsprong. De parochiekerk San Jaime is als hoekpilaar bij de vesting aangetrokken. Van deze vesting vormen ook de beide stadspoorten een deel. Ze zijn opgetrokken uit geel zandsteen. De Puerta de San Sebastián ontsluit de stad in de richting van Palma, de oudere Puerta de Xara in de richting van de haven. Zowel aan de binnen- als de buitenkant kan men langs de muur lopen. In de nabijheid is een kleine, ongeveer honderd jaar oude arena voor stierengevechten te vinden.
Alcúdia wordt gekarakteriseerd door de typische kenmerken van een compacte historische vestingstad: de straten zijn smal en schaduwrijk, met veel oude huizen. Daartussen staat het oude stadhuis. In het centrum lopen al de straten iets op. Dat is de erfenis van de Arabieren. Toen deze in het jaar 903 in de baai van Alcúdia aan land gingen, troffen ze de ruïnes aan van de door de Vandalen in 450 verwoeste Romeinse stad Pollentia. In plaats van de nederzetting weer op te bouwen, stichtten ze op de zeewaarts gelegen heuvel (alkudia in het Arabisch) een nieuwe stad. Voor de naam lieten ze zich inspireren door de ligging. Alcudia werd de hoofdstad van het veroverde eiland. Deze eer ging in de loop van de Arabische heerschappij over op Palma, wat een rivaliteit van honderden jaren lang tussen beide steden teweegbracht. Deze rivaliteit bestaat nog steeds. Al meer dan 60 jaar voorziet de energiecentrale bij Alcúdia geheel Mallorca van elektriciteit, behalve Palma. De capaciteit volstaat bovendien om het naburige eiland Menorca te voorzien.
Het toeristische imperium van Alcúdia strekt zich uit naar beide kanten van het schiereiland La Victoria. De aan de baai van Pollença grenzende kant is bijna volledig bebouwd; daar liggen de kleinere vakantieoorden zoals Mal Pas en Bonaire.
Het 16 km lange strand aan de baai van Alcúdia kent nog onbebouwde plekken. Het belangrijkste vakantiecentrum is het 3 km ten zuiden van de stad gelegen Port d' Alcudia. Dit is in het noordoosten van Mallorca de levendigste haven voor visserij, handels- en pleziervaart. 's Zomers is Port d'Alcudia een drukke badplaats met voornamelijk grote hotels en appartementen, met cafés, disco's en toeristen.

## Kernen
De gemeente bestaat uit de volgende kernen:
- Alcúdia (5906 inwoners)
- Mal Pas-Bonaire (532 inwoners)
- Port d'Alcúdia (4189 inwoners)
- Son Fe (319 inwoners)
- Marina Manresa (493 inwoners)
- Platja d'Alcúdia (4458 inwoners)

## Demografische ontwikkeling
Bron: INE; 1857-2011: volkstellingen

## Fotogalerij

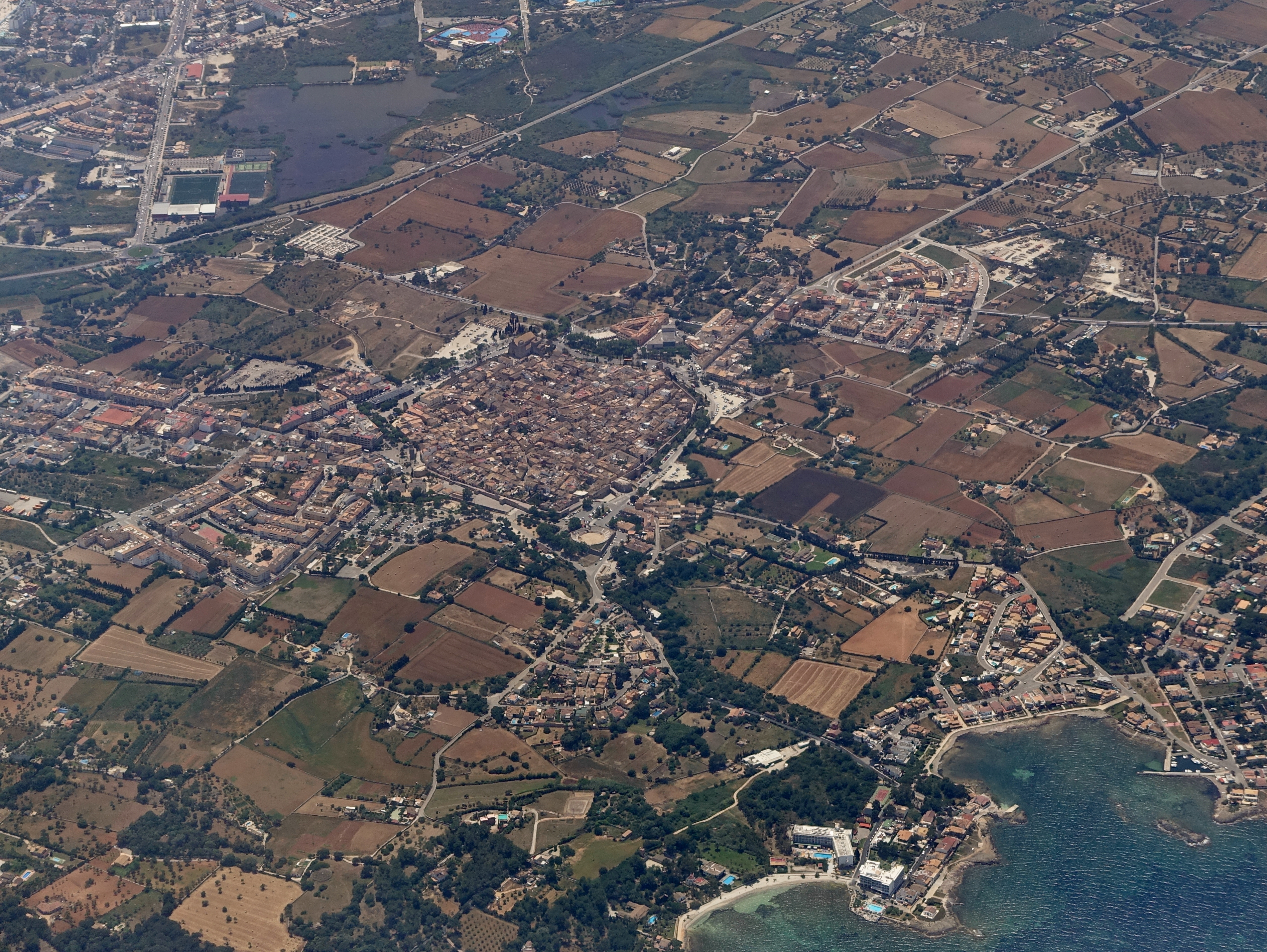
Luchtfoto van de oude stad
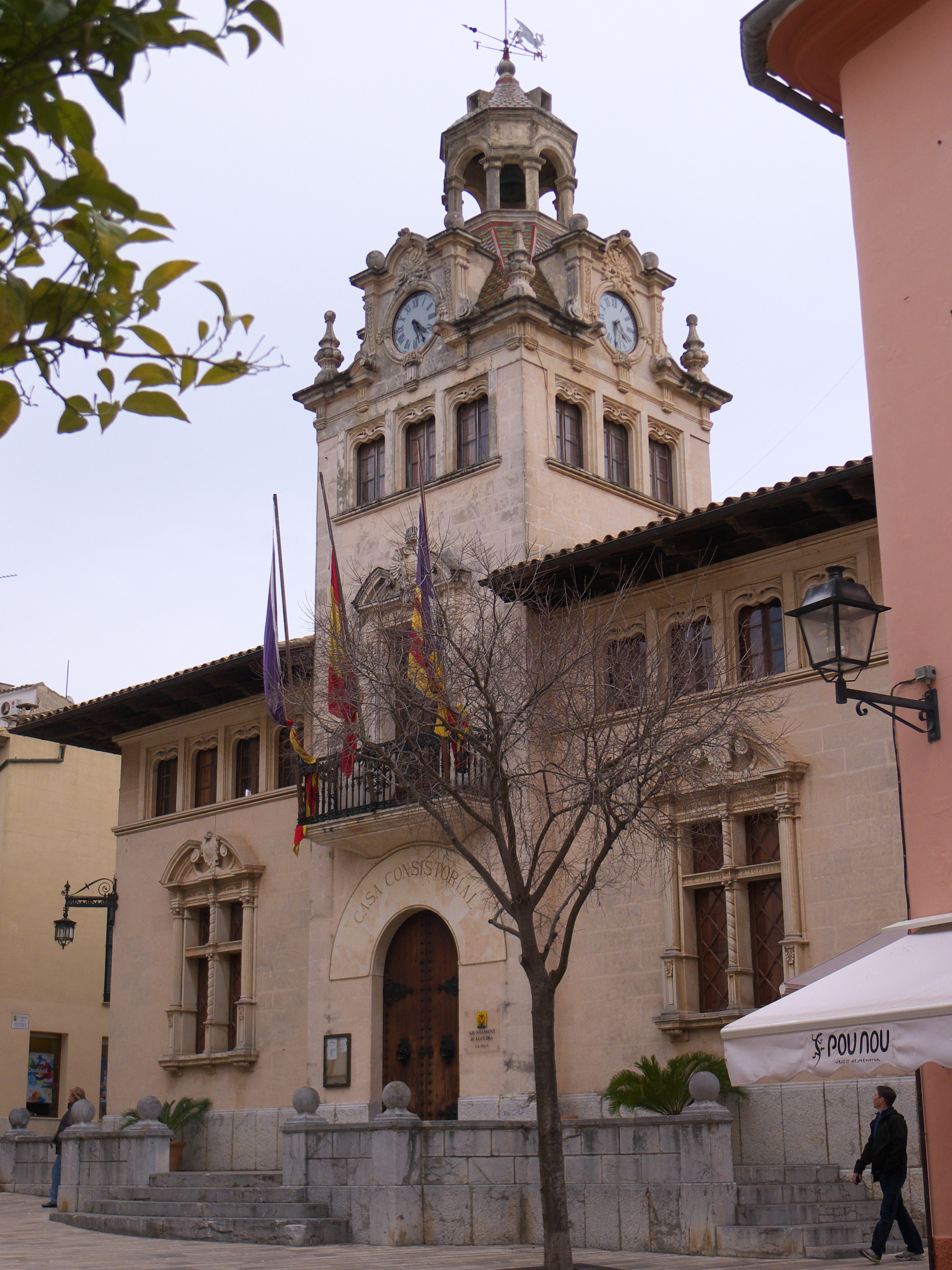
Stadhuis
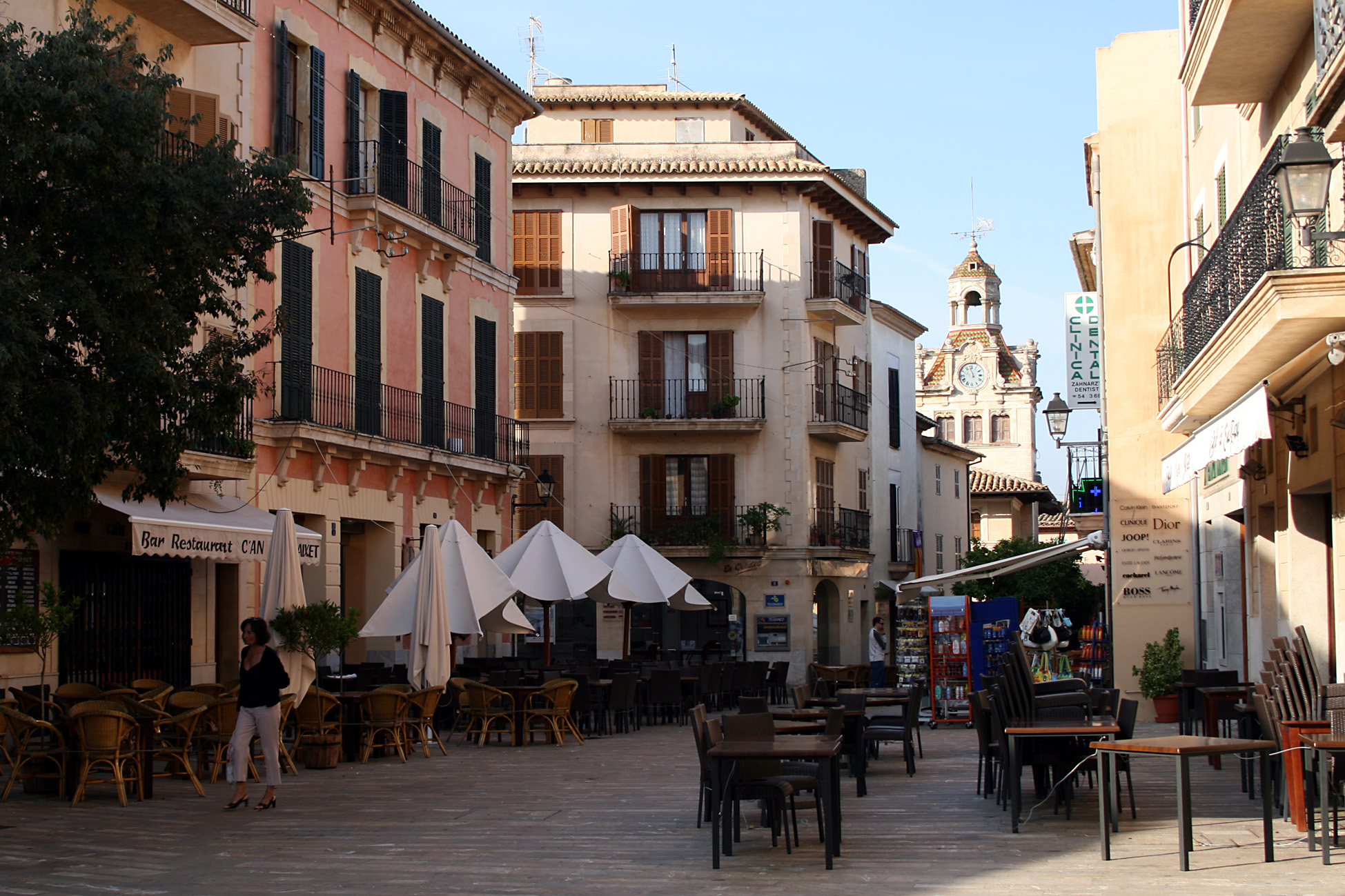
Grondwetsplein (Plaza de la Constitución)
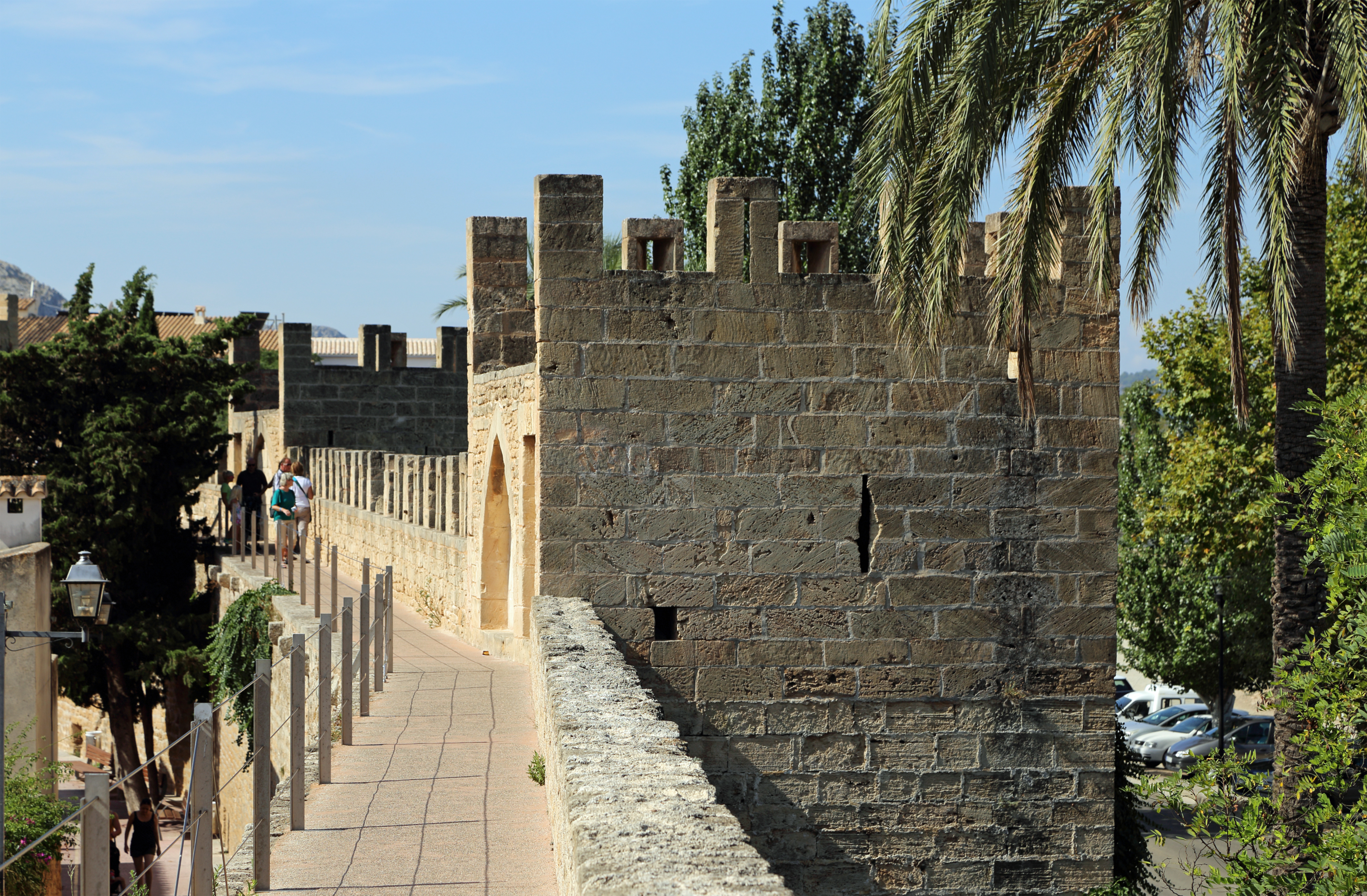
Stadsmuur
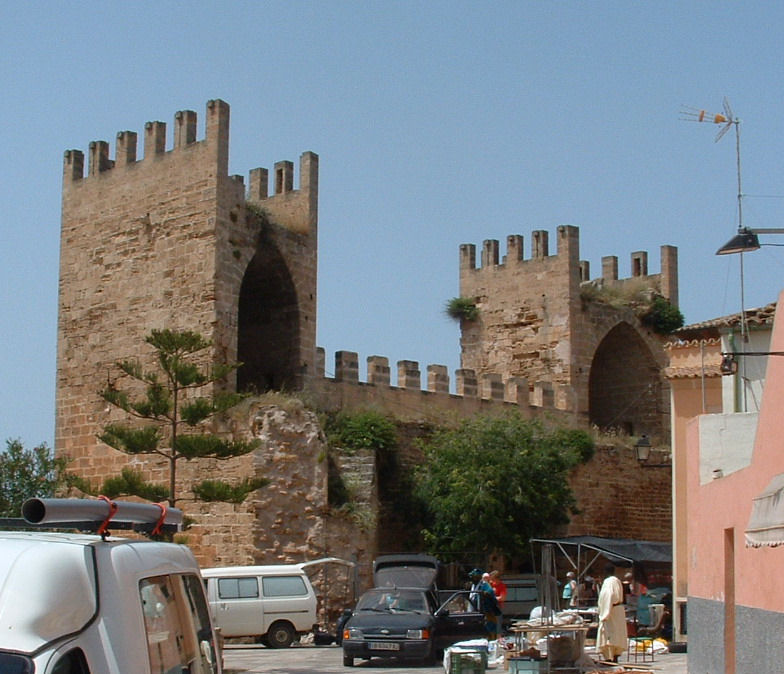
Stadsmuur
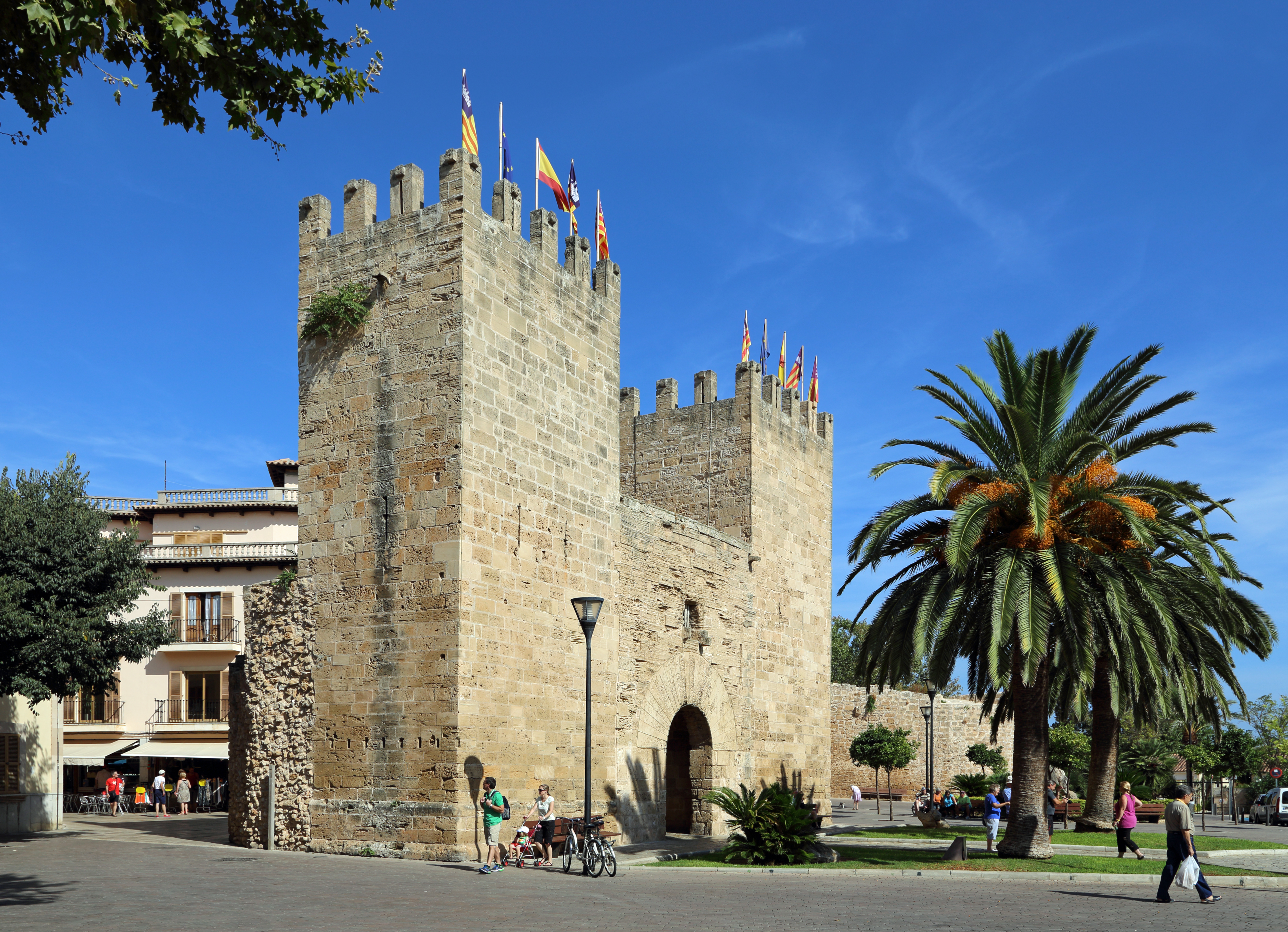
Stadspoort (Porta des Moll)
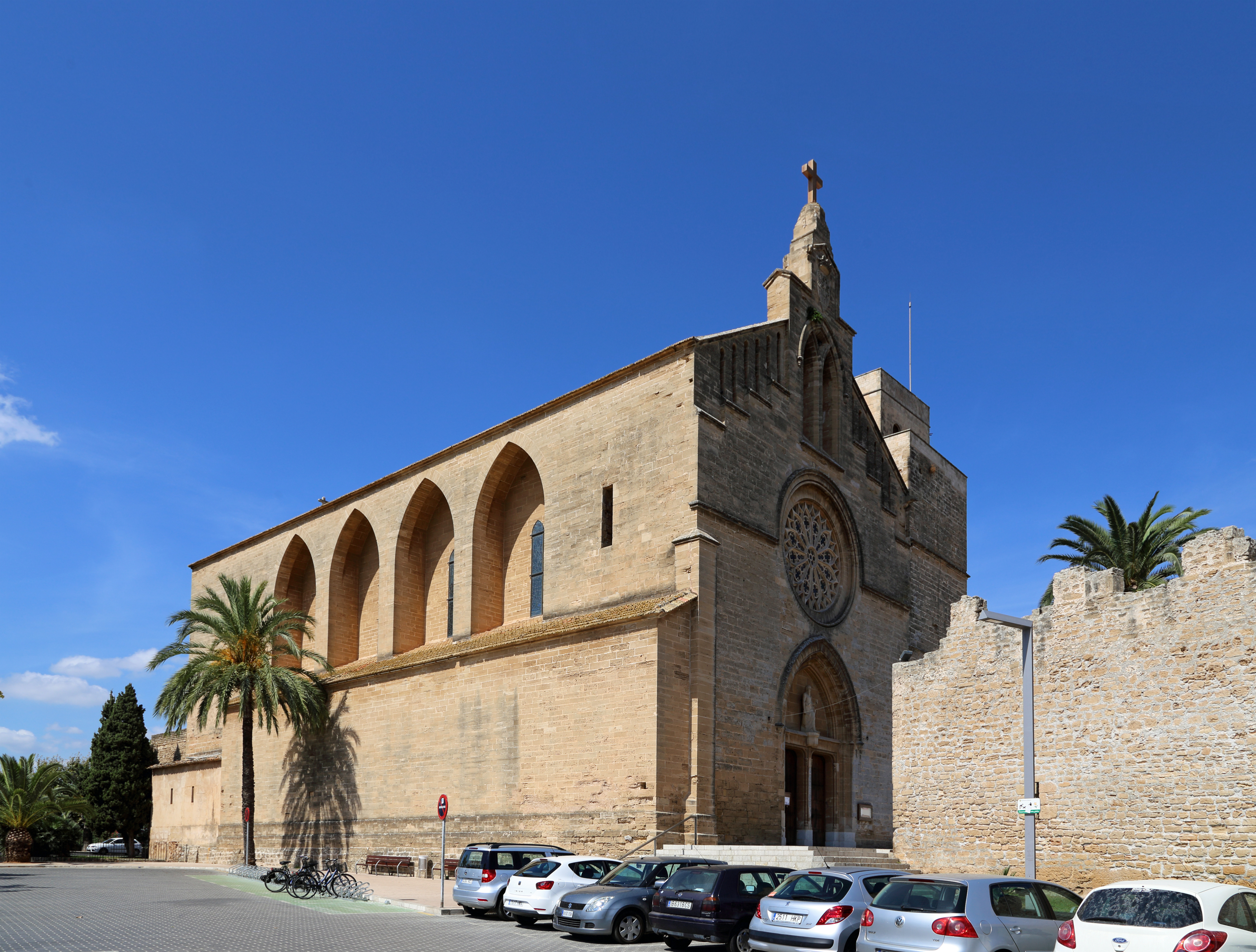
Sant Jaumekerk
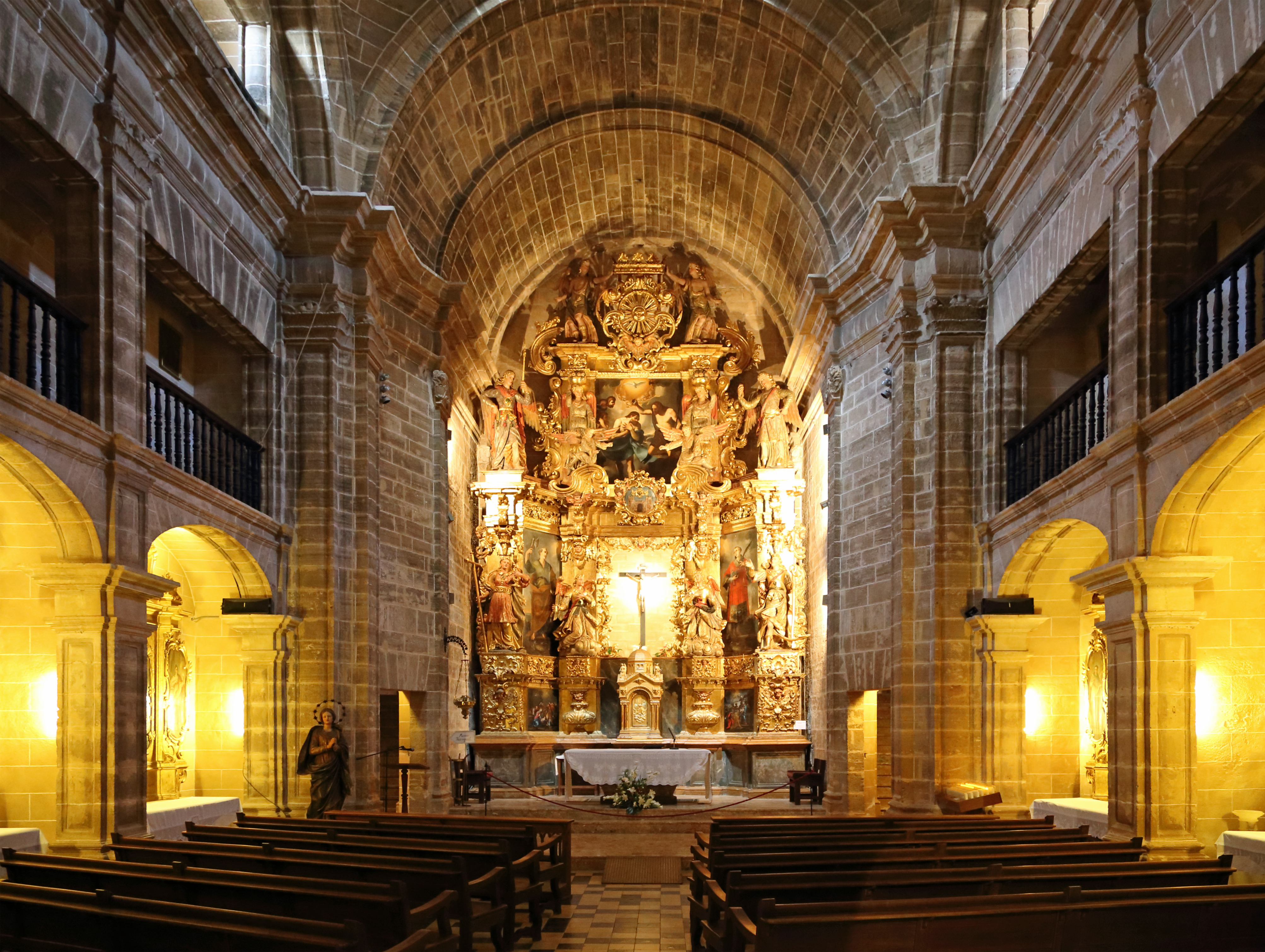
Interieur van de Sant Jaumekerk
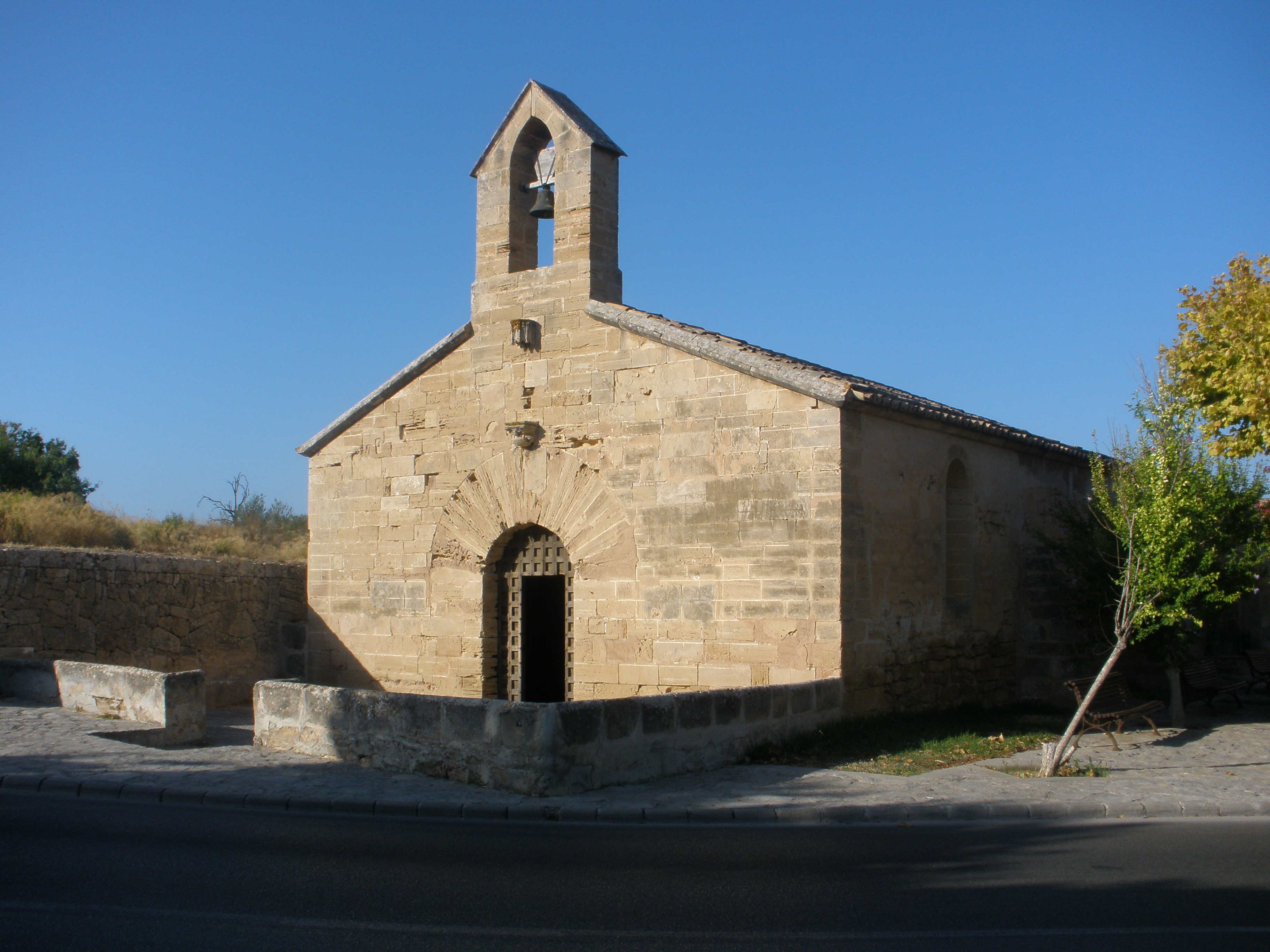
Sint-Annakapel
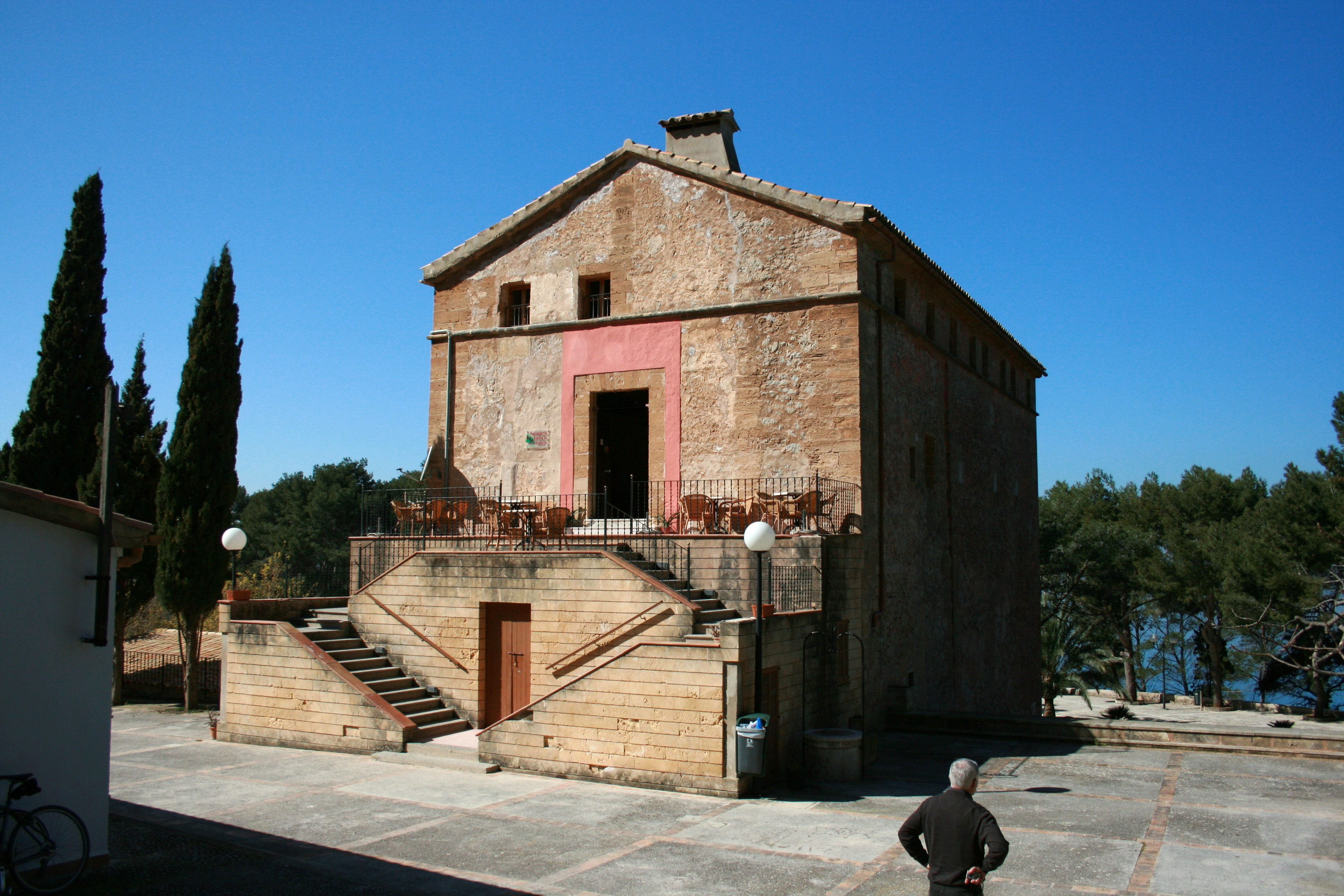
Ermita de la Victoria
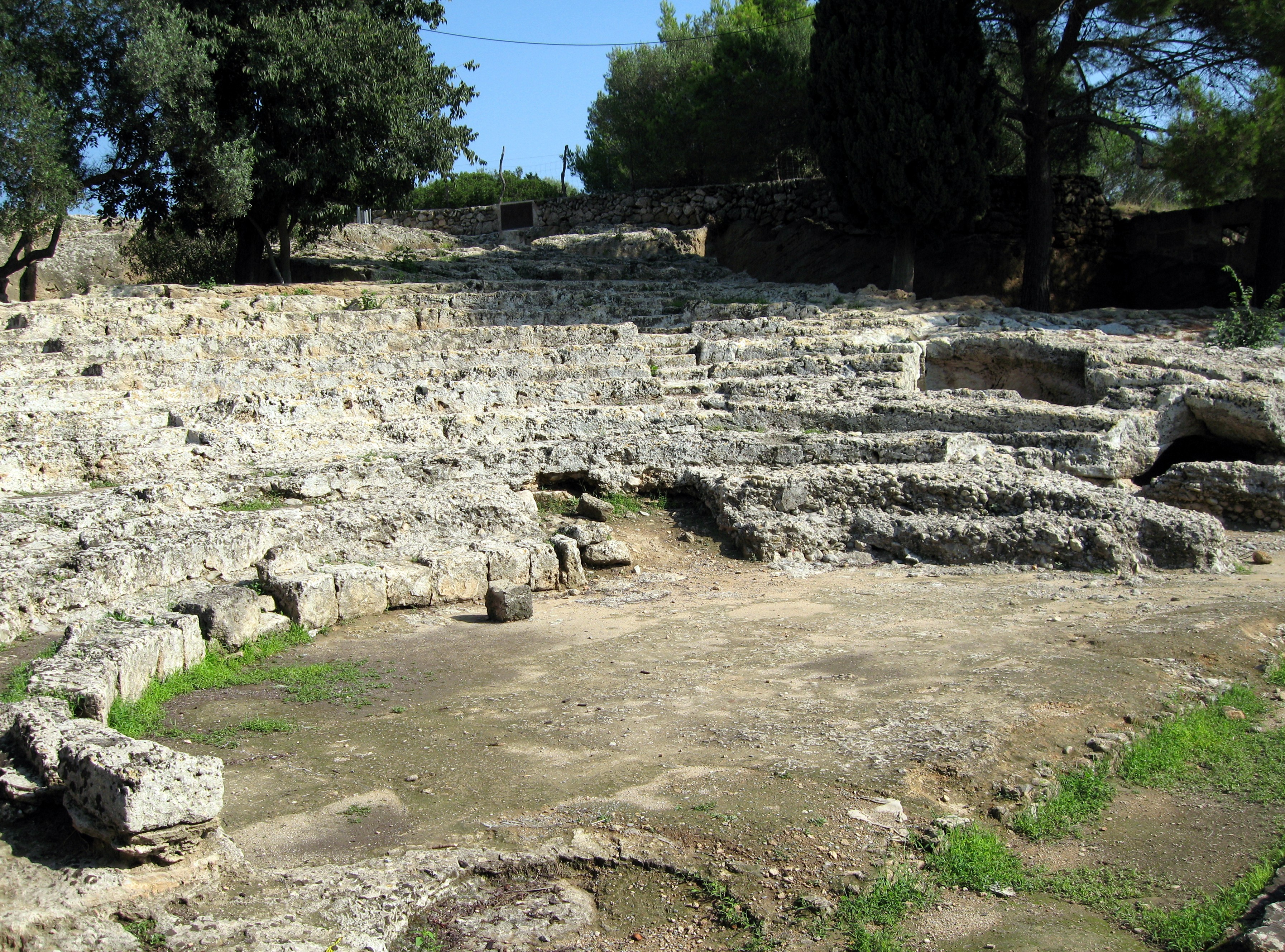
Romeins theater van Pollentia